# Caledoniscincus orestes
Caledoniscincus orestes är en ödleart som beskrevs av  Ross A. Sadlier 1987. Caledoniscincus orestes ingår i släktet Caledoniscincus och familjen skinkar. IUCN kategoriserar arten globalt som starkt hotad. Inga underarter finns listade.